# (709) Фрингилла
(709) Фрингилла (лат. Fringilla) — астероид из группы главного пояса, который был открыт 3 февраля 1911 года немецким астрономом Йозефом Хелффрихом в Гейдельбергской обсерватории и назван в честь рода зябликов (латинское название Fringilla), певчих птиц семейства вьюрковых.